# أ. جي. ك. جوكهيل
أ. جي. ك. جوكهيل (بالإنجليزية: A. G. K. Gokhale)‏ هو طبيب وجراح هندي، ولد في 2 أكتوبر 1959 في فيجاياوادا في الهند.